# L'Amorosa
L'Amorosa è una località del comune italiano di Sinalunga, nella provincia di Siena, in Toscana.

## Storia
Di questo piccolo borgo si trovano notizie in ogni epoca storica, sempre e comunque in stretto legame con Sinalunga e la sua comunità. Non si hanno notizie sulla sua fondazione, ma la collina su cui si trova era abitata fin dal tempo degli etruschi. Infatti, nei primi anni del XX secolo, il conte Alfredo di Frassineto — l'allora proprietario della fattoria dell'Amorosa — nel corso dei suoi lavori di giardinaggio rinvenne i resti di un edificio ornato con terrecotte del II secolo a.C. Parte di questi ritrovamenti furono donati alla Fraternita dei Laici di Arezzo e parte del materiale rimase in possesso della fattoria, tra i quali una testa di Atena con elmo bilobato simile ad esemplari rinvenuti a Cosa di Orbetello e Talamone. Questi resti erano in prossimità di un tracciato stradale che collegava Chiusi con gli altri importanti centri della Valdichiana senese.

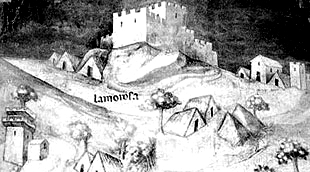
Affresco di Lippo Vanni La battaglia della Valdichiana: particolare de L'Amorosa.

Vi è la presenza dell'Amorosa (denominata "Lamorosa") nel grande affresco celebrativo della Battaglia della Valdichiana, dipinto dal senese Lippo Vanni nel 1363 all'interno della Sala del Mappamondo del palazzo Pubblico di Siena. In tale affresco, l'Amorosa viene dipinta come il castello o borgo fortificato ai piedi del quale si concluse tale battaglia. Tale stato di borgo fortificato, infatti, viene confermato anche dallo storico senese Orlando Malavolti, ed a sostegno di ciò, sia il sinalunghese Luigi Agnolucci che Giovanni Antonio Pecci parlano di una cospirazione ordita alla fine del XV secolo contro la Repubblica di Siena, poi soffocata con la violenza dal governo senese, che punì sia i castellani cospiratori dell'Amorosa, sia il borgo, abbattendone le fortificazioni e la torre. Di queste opere, oggi, rimangono il grande torrione quadrangolare, una torre porta, altre strutture minori e, forse, l'impianto architettonico generale, rivisitato comunque nel Cinquecento.
L'Amorosa, comunque, non fu distrutta completamente, dato che è presente anche nella prima cartografia moderna della Toscana, la Chorographia Thusciae — disegnata da Girolamo Bellarmato e stampata nel 1573 ad Anversa — dove un piccolo abitato denominato Amarosa è posto tra Asinalonga (Sinalunga), Bettole (Bettolle), e Torrica (Torrita di Siena).
In una mappa della metà del XVIII secolo conservata presso la venerabile opera del duomo di Siena, si apprende come la zona immediatamente sottostante all'Amorosa fossa paludosa, come la maggior parte della Valdichiana di quel periodo. All'epoca, tre erano i proprietari dell'Amorosa: la suddetta venerabile opera, la famiglia Pannilini e la famiglia Piccolomini. In particolare, Enea Silvio Piccolomini, salito al soglio pontificio con il nome di Pio II possedeva il torrione, come è attestato dallo stemma che ancora oggi è visibile su un lato del fabbricato.
L'Amorosa assunse sempre più il ruolo di fattoria centrale in un territorio che comprendeva una ventina di poderi che passava di famiglia in famiglia, fino ad entrare in possesso dei conti di Frassineto, eredi della baronessa Fiorella Favard de Bacheville, ai cui discendenti appartiene anche adesso, la famiglia del marchese Citterio.
Con l'erezione della prioria dell'Amorosa voluta dal Pietro Pannilini, iniziò a formarsi una vera e propria comunità che andò via via aumentando di importanza. Nella prima metà del XX secolo, la parrocchia dell'Amorosa era la più popolosa tra quelle extraurbane della Valdichiana, contando oltre 250 persone.
Con il fenomeno dell'abbandono delle campagne degli anni sessanta, anche per il piccolo borgo iniziò il progressivo processo di decadimento. Tuttavia, negli ultimi decenni del secolo scorso il borgo è stato recuperato, affiancando l'attività agricola a quella turistica.

## Monumenti e luoghi d'interesse

### La fattoria fortificata
Non ci sono notizie esatte sulla data della costruzione dell'Amorosa: si presume che risalga al XVI secolo, un periodo collegato con la penetrazione del capitale cittadino nella campagna. Il torrione più alto conserva le tracce architettoniche più antiche, come l'arco a sesto acuto e antiche finestre oggi chiuse: la costruzione ripete la conformazione delle antiche casetorri e appare molto semplice, anche se è stata costruita con grande cura dei parametri murari e della materia prima.

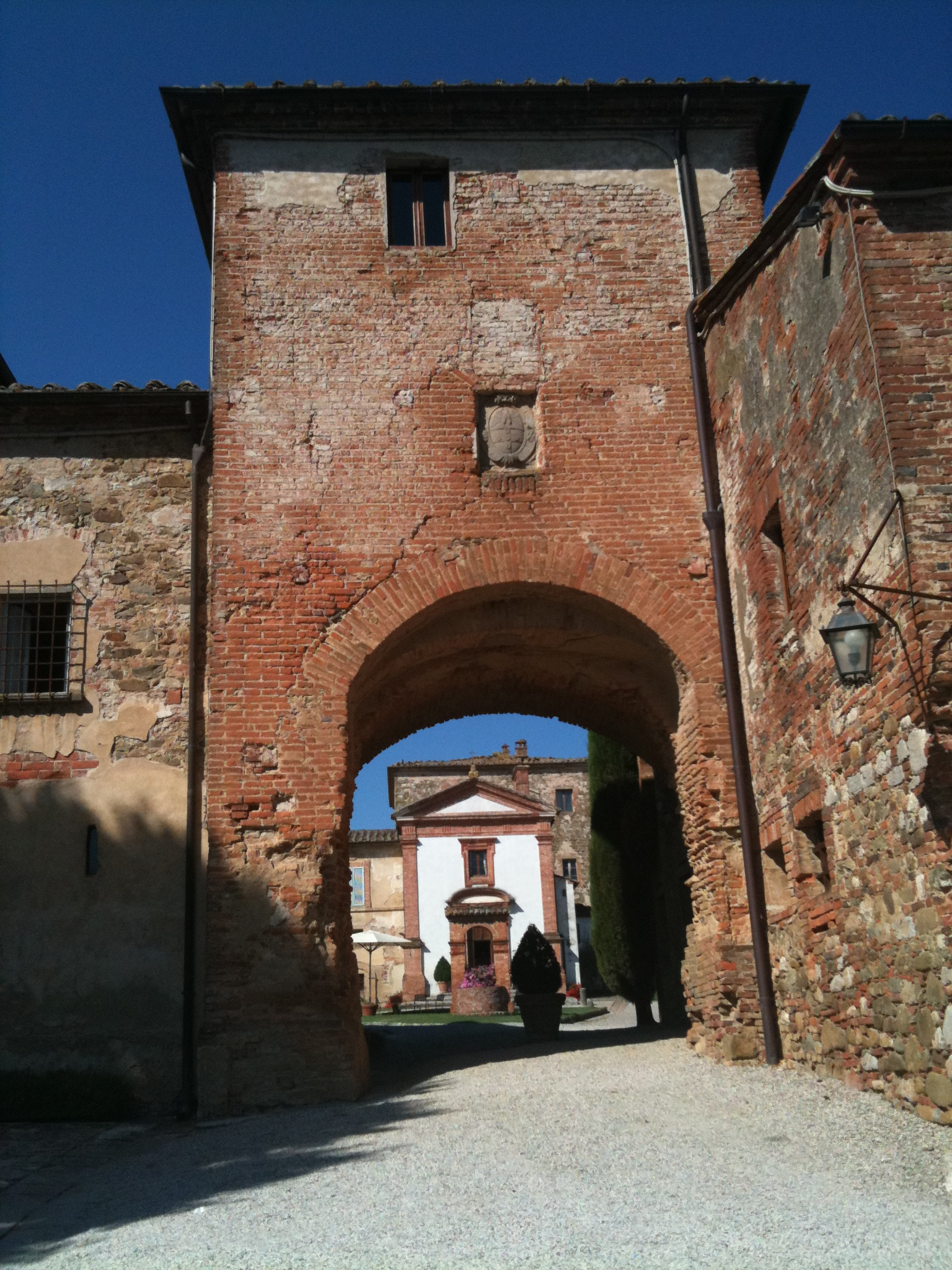
Accesso alla fattoria de L'Amorosa

L'accesso alla fattoria è costituito da una grande porta in mattoni la cui volta è divisa in due parti con raggiature differenti, che fanno pensare a due fasi di costruzione differenti. Sulla piazza della fattoria si affacciano la villa padronale (1750 circa), la chiesa cinquecentesca e due edifici a squadra presentanti un doppio loggiato con archi policentrici alternati a lesene, con chiari riferimenti alle ville senesi cinquecentesche dell'architetto Baldassarre Peruzzi. Al centro della piazza è, poi, presente un'aiuola triangolare con un pozzo in mattoni.

### La cappella di Santa Maria Assunta
La cappella della Santissima Vergine Maria Assunta in Cielo, nella sua forma attuale dovuta ad un ampliamento rinascimentale dell'edificio del XII secolo, presenta esternamente un campanile a vela in mattoni rossi. Fino al 1500 è stata sotto la giurisdizione del pievano di San Pietro ad Mensulas, poi sotto quella del priore di Santa Lucia di Sinalunga ed infine sotto la collegiata di San Martino. All'interno sono presenti:
- un affresco di un pittore anonimo senese della prima metà del XVI secolo Madonna in trono col Bambino tra le Sante Maria Maddalena e Caterina da Siena;
- un dipinto olio su tavola di un pittore anonimo senese degli inizi del XVI secolo raffigurante San Girolamo in meditazione;
- un dipinto olio su tavola di Francesco Rustici detto il Rustichino (Siena, 1592-1626) raffigurante Madonna con il bambino, San Giovannino e i Santi Caterina, Bernardino e Francesco;
- un dipinto olio su tela di un pittore lombardo anonimo della prima metà del XVII secolo intitolato Estasi di san Francesco;
- un dipinto olio su tela di un pittore senese anonimo della prima metà del XVII secolo intitolato sulla tela S. Eutropia de Rhemis in Gallia Virgo et Martyr;
- un dipinto olio su tela di Lorenzo Feliciati (Siena, 1732-1799) denominato Madonna col Bambino.

## Bibliografia

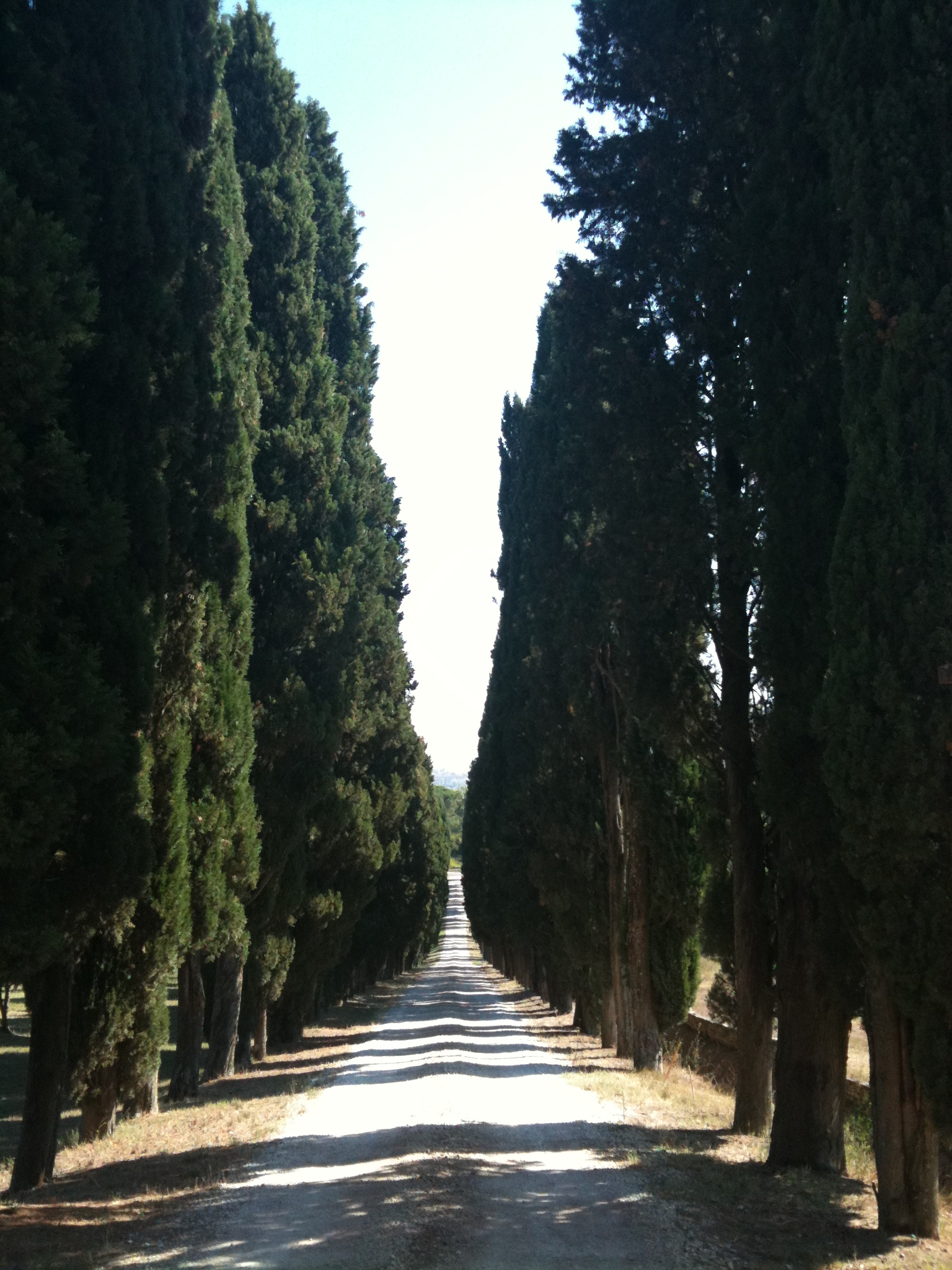
Viale di cipressi verso la fattoria de L'Amorosa